# ألبرت جاي بيكيت
ألبرت جاي بيكيت (بالإنجليزية: Albert J. Pickett)‏ هو مؤرخ أمريكي، ولد في 13 أغسطس 1810، وتوفي في 28 أكتوبر 1858.

## حياته
ولد في 13 أغسطس 1810، وتوفي في 28 أكتوبر 1858.